# 宋河镇 (鹿邑县)
宋河镇，是中华人民共和国河南省周口市鹿邑县下辖的一个乡镇级行政单位。

## 行政区划
宋河镇下辖以下地区：
枣集社区、杜乔社区、孙店社区、潘庄社区、刘楼村、轩楼村、药卜村、崔庄村、刘乔村、大周村、杨桥村、张辛村、白佛村、赵楼村、杨楼村、申老家村、卢尧村、孙庄村、王楼村和岗叉村。